# فهرست آثار ملی شهرستان فسا
فهرست آثار ملی شهرستان فسا بخشی از آثار ملی استان فارس در ایران است.
آثار ثبت‌شده شهرستان در این فهرست شامل ۶۰ اثر است.

## فهرست
| کد ثبتی | نام                                | شهر | موقعیت جغرافیایی | طول و عرض جغرافیایی                                           | سال ثبت    | قدمت                           | نگاره              |
| ------- | ---------------------------------- | --- | --- | ------------------------------------------------------------- | ---------- | ------------------------------ | ------------------ |
| ۱۵      | قلعه ضحاک                          | فسا | سه کیلومتری جنوب شرقی فسا                                                                                                   | ۳۷°۲۳′۰۶″شمالی ۴۷°۱۰′۰۲″شرقی / ۳۷٫۳۸۵۰۵۶°شمالی ۴۷٫۱۶۷۲۱۷°شرقی | ۱۳۱۰/۰۶/۲۴ | پیش از تاریخ ـ اسلامی          | قلعه ضحاک          |
| ۲۶۴     | آتشکده سنگی تنگ کرم                | فسا | تنگ کران، تنگ کرم شمال فسا                                                                                                  |                                                               | ۱۳۱۵/۱۲/۱۲ | ساسانی                         |                    |
| ۲۹۵۷    | تل نعلکی                           | فسا | بخش نویندگان روستای جلیات ۴ ک شرق روستا                                                                                     |                                                               | ۱۳۷۹/۱۰/۲۸ | پیش از تاریخ ـ تاریخی ـ اسلامی |                    |
| ۲۹۵۸    | تل خیرآباد                         | فسا | بخش شیبکوه دو ک زاهد شهر دهستان شیبکوه                                                                                      |                                                               | ۱۳۷۹/۱۰/۲۸ | پیش از تاریخ                   |                    |
| ۲۹۵۹    | تل بری آ                           | فسا | بخش شیبکوه دو ک شرق زاهدشهر و ۲۵۰ متری                                                                                      |                                                               | ۱۳۷۹/۱۰/۲۸ | اسلامی                         |                    |
| ۲۹۶۰    | مجموعه تپه‌های شهردر                | فسا | بخش شیبکوه روستای فرشکویه و منان                                                                                            |                                                               | ۱۳۷۹/۱۰/۲۸ | اسلامی                         |                    |
| ۳۲۶۹    | مجموعه تپه‌های انجیره               | فسا | شهرستان فسا، بین روستای سنان وفد شکویه در فاصله ۲۰ کیلومتری جنوب شرقی شهرستان فسا                                           |                                                               | ۱۳۷۹/۱۲/۲۵ |                                |                    |
| ۳۲۷۱    | تل سکو                             | فسا | شهرستان فسا، شمال غربی اوباد و ۸ کیلومتری شمال جاده فسا، داراب                                                              |                                                               | ۱۳۷۹/۱۲/۲۵ |                                |                    |
| ۳۶۶۶    | امامزاده زاهد کبیر                 | فسا | ۲۵ کیلومتری جنوب شرقی شهرستان فسا اول زاهد شهر                                                                              |                                                               | ۱۳۷۹/۱۲/۲۵ | قرن ۸ ق                        |                    |
| ۳۸۲۰    | تل بری                             | فسا | شهرستان فسا، دو کیلومتری شهر زاهد شهر، ۶۰۰ متری تل بری الف                                                                  |                                                               | ۱۳۸۰/۰۲/۱۸ | پیش از تاریخ ـ تاریخی          |                    |
| ۴۵۳۶    | منزل حسن‌نژاد                       | فسا | بافت قدیم شهرستان فسا، محله شیخ‌آباد، روبروی مسجد شیخ‌آباد                                                                    |                                                               | ۱۳۸۰/۱۰/۱۱ | اواخر قاجار                    |                    |
| ۴۵۳۷    | مجموعه تپه‌های نوبندگان             | فسا | شهرستان فسا، کیلومتری ۷ جاده فسا به داراب، دو کیلومتری بعداز شهرک صنعتی، دو طرف جاده                                        |                                                               | ۱۳۸۰/۱۰/۱۱ | اسلامی                         |                    |
| ۴۵۳۸    | تل قصر خان                         | فسا | شهرستان فسا، ۱۳۰۰ متری شمال بخش نوبندگان و جاده فسا به داراب                                                                |                                                               | ۱۳۸۰/۱۰/۱۱ | اسلامی                         |                    |
| ۴۷۳۰    | تل صادق‌آباد                        | فسا | شهرستان فسا، ۱۰۰ م شرق روستای مقابری، مجاور فسا، شیراز ۳۰ کیلومتری شمال شهر فسا                                             |                                                               | ۱۳۸۰/۱۱/۲۳ | اسلامی                         |                    |
| ۴۷۳۱    | تل سفید                            | فسا | شهرستان فسا، ۴۰۰ متری جنوب جاده فسا، داراب، ۱/۵ کیلومتری شمال شرقی روستای غیاث آباد                                         |                                                               | ۱۳۸۰/۱۱/۲۳ | اسلامی                         |                    |
| ۴۷۳۲    | تل قلعه بدرآباد                    | فسا | شهرستان فسا، ۳ کیلومتری شمال نوبندگان، ۵۰۰ متری شرق جاده فسا، داراب، بین اراضی کشاورزی                                      |                                                               | ۱۳۸۰/۱۱/۲۳ | اسلامی                         |                    |
| ۴۷۳۳    | مجموعه تپه‌های قلعه کهنه و گودموردی | فسا | شهرستان فسا، ۲۰ کیلومتری شمال فسا، شیراز                                                                                    |                                                               | ۱۳۸۰/۱۱/۲۳ | اسلامی                         |                    |
| ۴۸۹۶    | تل اکبرآباد                        | فسا | استان فارس، ۸ کیلومتری شمال شهرستان فسا، ۵۰۰ متری جنوب شرقی پاسگاه زرجان                                                    |                                                               | ۱۳۸۰/۱۲/۱۹ | اسلامی                         |                    |
| ۴۸۹۸    | تل رزجان                           | فسا | ۱۳ کیلومتری شمال شهرستان فسا، بخش مرکزی دهستان کجویه روستای رزجان                                                           |                                                               | ۱۳۸۰/۱۲/۱۹ | اسلامی                         |                    |
| ۱۴۲۴۴   | اشکفت تل جنگی                      | فسا | شهرستان فسا، بخش ششده قره بلاغ، ۳ کیلومتری مانده به روستای دراکویه                                                          |                                                               | ۱۳۸۴/۱۱/۰۹ | پیش از تاریخ ـ ساسانیان        |                    |
| ۱۴۲۴۸   | تل جنگی                            | فسا | شهرستان فسا، بخش ششده قره بلاغ، ۳ کیلومتری روستای دراکویه                                                                   |                                                               | ۱۳۸۴/۱۱/۰۹ | قرن ۶ و ۷ ه. ق                 |                    |
| ۱۴۲۵۰   | تل سنگری                           | فسا | شهرستان فسا، بخش ششده قره بلاغ، نرسیده به روستای زنگنه                                                                      |                                                               | ۱۳۸۴/۱۱/۰۹ | قرن ۷ ه. ق                     |                    |
| ۱۴۲۵۱   | قبرستان زنگنه                      | فسا | شهرستان فسا، بخش ششده قره بلاغ، ۱۰۰ م روستای زنگنه، ارتفاعات مشرف به قبرستان زنگنه                                          |                                                               | ۱۳۸۴/۱۱/۰۹ | ساسانی                         |                    |
| ۱۴۲۶۹   | غارجعفر عالی                       | فسا | شهرستان فسا، بخش ششده قره بلاغ، روستای زنگنه، ک جنب مخابرات                                                                 |                                                               | ۱۳۸۴/۱۱/۰۹ | ساسانیان                       |                    |
| ۱۴۲۷۷   | اشکفتهای قبرستان زنگنه             | فسا | شهرستان فسا، بخش ششده قره بلاغ، ۲۰۰ م روستای زنگنه، از طرف ششده قره بلاغ                                                    |                                                               | ۱۳۸۴/۱۱/۰۹ | تاریخی                         |                    |
| ۱۵۴۹۲   | تل فرضو                            | فسا | شهرستان فسا، بخش مرکزی، دهستان جنگل، روستای مقابری، بعد از امامزاده اسماعیل، سمت چپ جاده                                    |                                                               | ۱۳۸۵/۰۳/۱۷ | صفویه                          |                    |
| ۱۵۵۰۲   | آسیاب سرخه                         | فسا | شهرستان فسا، بخش مرکزی، دهستان جنگل، جاده قدیم فسا به استهبان، نرسیده به امامزاده حسن، مشرف به رودخانه فصلی                 |                                                               | ۱۳۸۵/۰۳/۱۷ | صفویه                          |                    |
| ۱۵۵۴۱   | تل امامزاده کچویه                  | فسا | شهرستان فسا، بخش مرکزی، دهستان جنگل، روستای کچویه، دوراهی فسا بطرف استهبانان، بین زمین‌های زراعتی آقای قائدی                 |                                                               | ۱۳۸۵/۰۳/۱۷ | قرن ۶ و ۷ ه. ق                 |                    |
| ۱۵۵۴۲   | تل گود سفید                        | فسا | شهرستان فسا، بخش مرکزی، دهستان جنکل، روستای کچویه، جاده فسا به طرف استهبان، پشت پایگاه هوایی خرمنکوب                        |                                                               | ۱۳۸۵/۰۳/۱۷ | ساسانیان                       |                    |
| ۱۵۵۴۷   | تل آسیاب کلی کچویه                 | فسا | شهرستان فسا، دهستان جنگل، روستای کچویه، جاده فسا به طرف استهبان، بعد از پایگاه هوایی، بین زمین‌های زراعی                     |                                                               | ۱۳۸۵/۰۳/۱۷ | صفویه                          |                    |
| ۱۵۵۹۷   | مجموعه تپه‌های کچویه                | فسا | شهرستان فسا، بخش مرکزی، روستای کچویه، دو راهی فسا به طرف استهبان، بین زمین‌های زراعی آقای قائدی                              |                                                               | ۱۳۸۵/۰۳/۱۷ | قرن ۳ و۴ ق                     |                    |
| ۱۹۷۰۶   | نقاره خانه فسا                     | فسا | شهر فسا، خ امام خمینی، بازار شمالی مقابل بانک سپه، جنب بانک ملت                                                             |                                                               | ۱۳۸۶/۰۶/۲۸ | اواخر قاجاریه ـ اوایل پهلوی    |                    |
| ۲۱۸۳۳   | مجموعه آسیابهای تنگ خمار           | فسا | شهرستان فسا، بخش شیب کوه، دهستان فدشکویه، روستای سنان، دامنه جنوبی کوه، حاشیه رودخانه تنگخمار                               |                                                               | ۱۳۸۶/۱۲/۲۶ | زندیه ـ قاجاریه                |                    |
| ۲۱۸۳۷   | راهداری جنگل فسا                   | فسا | شهرستان فسا، بخش مرکزی، دهستان میان جنگل، یک کیلومتری شمال روستای بیدک                                                      |                                                               | ۱۳۸۶/۱۲/۲۶ | قاجاریه                        |                    |
| ۲۱۸۴۰   | تپه براشلو                         | فسا | شهر فسا، ۸ کیلومتری شمال شهرک جدید فاز ۵، منطقه براشلو، کنار چشمه براشلو                                                    |                                                               | ۱۳۸۶/۱۲/۲۶ | نوسنگی                         |                    |
| ۲۱۸۴۱   | قلعه آشپزخانه ضحاک                 | فسا | ۶ کیلومتری جنوب غرب شهر فسا، ارتفاعات کوه گچ                                                                                |                                                               | ۱۳۸۶/۱۲/۲۶ | اشکانی ـ ساسانی                | قلعه آشپزخانه ضحاک |
| ۲۱۸۴۲   | تل روباه                           | فسا | شهرستان فسا، بخش مرکزی، دهستان صحرارود، دو کیلومتری جنوبی روستای دستجه                                                      |                                                               | ۱۳۸۶/۱۲/۲۶ | ساسانی                         |                    |
| ۲۱۸۴۳   | بند دروازه                         | فسا | ۶ کیلومتری غرب و جنوب غرب شهر فسا، دامنه کوه گچ                                                                             |                                                               | ۱۳۸۶/۱۲/۲۶ | ساسانی                         |                    |
| ۲۱۸۴۴   | قلعه تنگ خمار                      | فسا | شهرستان فسا، بخش شیبکوه، دهستان فدشکویه، ۴ کیلومتری شمال شرق روستای سنان، ارتفاعات کوه مرکزی تنگ خمار، مشرف به رودخانه فصلی |                                                               | ۱۳۸۶/۱۲/۲۶ | ساسانی                         |                    |
| ۲۱۸۴۵   | برج راهداری گردنه علفه             | فسا | شهرستان فسا، بخش مرکزی، دهستان میان جنگل، ۳ کیلومتری شمالی روستای بیدک                                                      |                                                               | ۱۳۸۶/۱۲/۲۶ | قاجاریه                        |                    |
| ۲۱۸۵۳   | استودان‌های تنگ خمار ۱              | فسا | شهرستان فسا، دهستان نوبندگان، ۳ کیلومتری غرب روستای غیاث آباد، دامنه شرقی کوه تنگ خمار، مجاورت زمین‌های شجاعی                |                                                               | ۱۳۸۶/۱۲/۲۶ | ساسانی                         |                    |
| ۲۱۸۵۴   | کاروان‌سرای میان جنگل               | فسا | شهرستان فسا، بخش مرکزی، دهستان جنگل، یک ک. م شمالی روستای بیدک                                                              |                                                               | ۱۳۸۶/۱۲/۲۶ | قاجاریه                        |                    |
| ۲۱۸۵۶   | مجموعه تپه‌های تل کبری              | فسا | شهرستان فسا، بخش شیبکوه، دهستان فدشکویه، روستای سنان                                                                        |                                                               | ۱۳۸۶/۱۲/۲۶ | ساسانی ـ قرون اولیه اسلامی     |                    |
| ۲۱۸۵۹   | تپه قبادی                          | فسا | شهرستان فسا، بخش شیبکوه، دهستان فدشکویه، روستای سنان، کنار تلمبه آقای قبادی                                                 |                                                               | ۱۳۸۶/۱۲/۲۶ | هزاره ۳ و ۴ ق‌م                 |                    |
| ۲۱۸۶۰   | آسیاب جعفری                        | فسا | شهرستان فسا، بخش مرکزی، دهستان صحرارود، دو کیلومتری جنوب غرب روستای دستجه                                                   |                                                               | ۱۳۸۶/۱۲/۲۶ | قاجاریه                        |                    |
| ۲۱۸۶۱   | تپه کهنه                           | فسا | شهرستان فسا، بخش شیبکوه، دهستان فدشکویه، منطقه انجیره (کنکان)، یک کیلومتری جنوب تلمبه کهنه                                  |                                                               | ۱۳۸۶/۱۲/۲۶ | ساسانی ـ قرون اولیه اسلامی     |                    |
| ۲۱۸۶۵   | تل دیدگان                          | فسا | شهرستان فسا، بخش شیبکوه، دهستان فدشکویه، روستای سنان، دامنه جنوبی کوه، حاشیه رودخانه تنگ خمار                               |                                                               | ۱۳۸۶/۱۲/۲۶ | قرون میانه اسلامی              |                    |
| ۲۱۸۶۸   | استودان سه تنگ خمار                | فسا | شهرستان فسا، بخش شیبکوه، دهستان فدشکویه، روستای سنان                                                                        |                                                               | ۱۳۸۶/۱۲/۲۶ | ساسانی                         |                    |
| ۲۱۸۶۹   | تپه شاه فرج‌الله کنکان              | فسا | شهرستان فسا، بخش شیبکوه، دهستان فدشکویه، روستای کنکان                                                                       |                                                               | ۱۳۸۶/۱۲/۲۶ | صفویه                          |                    |
| ۲۱۸۷۰   | تپه کوه گچ                         | فسا | ۶ کیلومتری جنوب غرب شهر فسا، دامنه کوه گچ                                                                                   |                                                               | ۱۳۸۶/۱۲/۲۶ | نوسنگی                         |                    |
| ۲۱۸۷۱   | تل پهن                             | فسا | شهرستان فسا، بخش شیبکوه، دهستان فدشکویه، روستای سنان، منطقه انجیره                                                          |                                                               | ۱۳۸۶/۱۲/۲۶ | قرون اولیه اسلامی              |                    |
| ۲۱۸۷۲   | تپه پورشریف                        | فسا | شهرستان فسا، بخش شیبکوه، دهستان فدشکویه، روستای سنان، منطقه انجیره (کنکان)، جنوب شرق تلمبه کهنه                             |                                                               | ۱۳۸۶/۱۲/۲۶ | ساسانی                         |                    |
| ۲۱۸۷۸   | کاروان‌سرای براشلو                  | فسا | شهرفسا، ۸ کیلومتری شمال شهرک جدید فاز ۵، منطقه براشلو                                                                       |                                                               | ۱۳۸۶/۱۲/۲۶ | صفویه                          |                    |
| ۲۱۸۸۷   | آسیاب خیرآباد                      | فسا | شهرستان فسا، بخش مرکزی، دهستان کوشک قاضی، یک کیلومتری غرب روستای خیرآّباد                                                    |                                                               | ۱۳۸۶/۱۲/۲۶ | قاجاریه                        |                    |
| ۲۱۸۹۹   | مسجد جامع فسا                      | فسا | شهر فسا، خیابان امام خمینی (ع)، پشت بانک مرکزی، کوچه مسجد جامع                                                              |                                                               | ۱۳۸۶/۱۲/۲۶ | قاجاریه                        |                    |
| ۲۱۹۰۲   | برج راهداری مقابری                 | فسا | شهرستان فسا، بخش مرکزی، دهستان جنگل، روستای مقابری                                                                          |                                                               | ۱۳۸۶/۱۲/۲۶ | قاجاریه                        |                    |
| ۲۱۹۰۳   | استودان تنگ خمار ۲                 | فسا | شهرستان فسا، بخش نوبندگان، دهستان غیاث آباد، ۳ کیلومتری به طرف غرب روستای غیاث آباد، روبروی تلمبه آقای فضل‌الله شجاعی        |                                                               | ۱۳۸۶/۱۲/۲۶ | ساسانی                         |                    |
| ۲۱۹۰۴   | مجموعه تپه‌های شهباز لریان          | فسا | شهرستان فسا، بخش شیبکوه، دهستان فدشکویه، روستای سنان                                                                        |                                                               | ۱۳۸۶/۱۲/۲۶ | ساسانی ـ قرون اولیه اسلامی     |                    |
| ۲۳۴۱۸   | قلعه بنه رز                        | فسا | شهرستان فسا، بخش مرکزی، ۸ کیلومتری شمال غرب شهر فسا، ارتفاعات کوه بنه رز                                                    |                                                               | ۱۳۸۷/۰۶/۱۸ | ساسانی                         |                    |
| ۲۶۶۵۵   | حمام کوشک قاضی                     | فسا | شهرستان فسا، بخش مرکزی، دهستان کوشک قاضی، روستای کوشک قاضی                                                                  |                                                               |            | قاجاریه                        |                    |